# 圆形碘泡虫
圆形碘泡虫（学名：Myxobolus rotundus）为碘泡科碘泡虫属的动物。分布于奥地利、俄罗斯、印度以及浙江、湖南、湖北、四川等，营寄生生活，寄生在重口裂腹鱼的鳃、肾、肝、脾、性腺、鲫的鳍、肾、胆以及鲢的肾、膀胱。